# The Division Bell
The Division Bell é o décimo quarto álbum de estúdio da banda britânica de rock Pink Floyd. O disco foi lançado em 28 de março de 1994 no Reino Unido pela EMI Records e em 5 de abril nos Estados Unidos pela Columbia Records.  É o segundo sem o baixista Roger Waters.
Suas canções foram escritas principalmente pelo guitarrista David Gilmour e pelo tecladista Richard Wright e tem como principal tema a falta de comunicação, junto com outras questões como o isolamento, conflitos e autodefesa. Foi gravado em vários estúdios entre 1993 e 1994, incluindo o Britannia Row Studios e o barco-estúdio de David Gilmour, Astoria. A equipe de produção escolheu o produtor Bob Ezrin, o engenheiro Andy Jackson e o saxofonista Dick Parry para trabalharem na obra. A esposa de Gilmour, Polly Samson, coescreveu muitas das letras do álbum e Wright contribui como vocalista principal em um trabalho do Pink Floyd pela primeira vez desde The Dark Side of the Moon, de 1973.
O disco foi número um no Reino Unido e nos EUA, mas recebeu críticas negativas. Seu lançamento foi seguido imediatamente por uma turnê nos EUA e na Europa. The Division Bell foi certificado de ouro, platina e dupla platina nos EUA em Junho de 1994, e platina tripla em janeiro de 1999. A canção "Marooned" ganhou um Grammy Award na categoria de "Melhor Performance de Rock Instrumental" em 1995.

## Conceito
Pareceu politicamente incorreto tirar ideias de propaganda, mas parecia uma peça muito importante.

Nick Mason (1994), se referindo ao uso da voz de Stephen Hawking em "Keep Talking"
Grande parte do álbum lida com questões de comunicação e de que muitos dos problemas da vida podem ser resolvidos através do diálogo.  O tema geral se reflete no título do álbum, The Division Bell, que foi inspirado nos sinos da divisão do Parlamento do Reino Unido, tocado quando ocorre uma divisão de opiniões entre os parlamentares, o que indica o momento de haver uma votação. O próprio álbum e algumas canções são interpretadas como referências ao estranhamento entre o ex-membro Roger Waters e os outros integrantes da banda. Entretanto Gilmour negou que o álbum é uma alegoria sobre a separação, dizendo: "Eu não acho que ele é. Há um par de menções que deram a entender que poderia ou não ter algo a ver com ele. Mas tudo que vi das pessoas resulta que o que elas pensam trata-se de algo extremamente impreciso. Eu gosto disso. Estou muito feliz por as pessoas interpretarem-o da maneira que quiserem. Mas talvez um pouco de cautela deve ser tomada..." Segundo Polly Samson, coautora de várias canções do álbum, "Poles Apart" tem o seu primeiro verso inspirado em Syd Barrett, enquanto o segundo faz referências a Waters.
Produzido apenas alguns anos após a queda do bloco do Leste, a canção "A Great Day for Freedom" justapõe a euforia geral, como a queda do Muro de Berlim com a limpeza étnica e o genocídio que se seguiu na Iugoslávia. Em "Keep Talking" foram utilizadas amostras de voz de Stephen Hawking. Gilmour ouviu pela primeira vez as palavras do professor em uma propaganda de televisão,  e ficou tão comovido com Hawking que entrou em contato com a empresa que fez o anúncio para obter permissão para usá-la nas gravações do álbum. Enfatizando o tema geral da má comunicação, no fim do álbum pode ouvir-se o enteado de Gilmour, Charlie desligando o telefonema durante uma conversa com um empresário dos Floyd, Steve O'Rourke, que tinha pedido para aparecer em um álbum da banda.

## Gravação
Em janeiro de 1993, Gilmour, Mason e Wright começaram a improvisar novas músicas em uma sessão de gravação no Britannia Row Studios. Embora estivessem inicialmente apreensivos em gravar juntos novamente, após o primeiro dia a confiança melhorou e logo depois, o baixista Guy Pratt (que desde o final da turnê A Momentary Lapse of Reason se tornou o namorado da filha de Wright, Gala Wright) foi convidado para contribuir com as gravações. De acordo com Mason, "Ocorreu um fenômeno interessante, foi que a contribuição de Guy começou a mudar a atmosfera das músicas que tínhamos criado antes." Sem os problemas jurídicos vivenciados durante a produção do seu álbum anterior, Gilmour ficou mais tranquilo, e viu que a banda estava "conseguindo algo" e simplesmente pressionou o botão de gravação. Em um ponto, Gilmour gravou secretamente Wright tocando teclado, material que mais tarde se tornou a base de três canções.

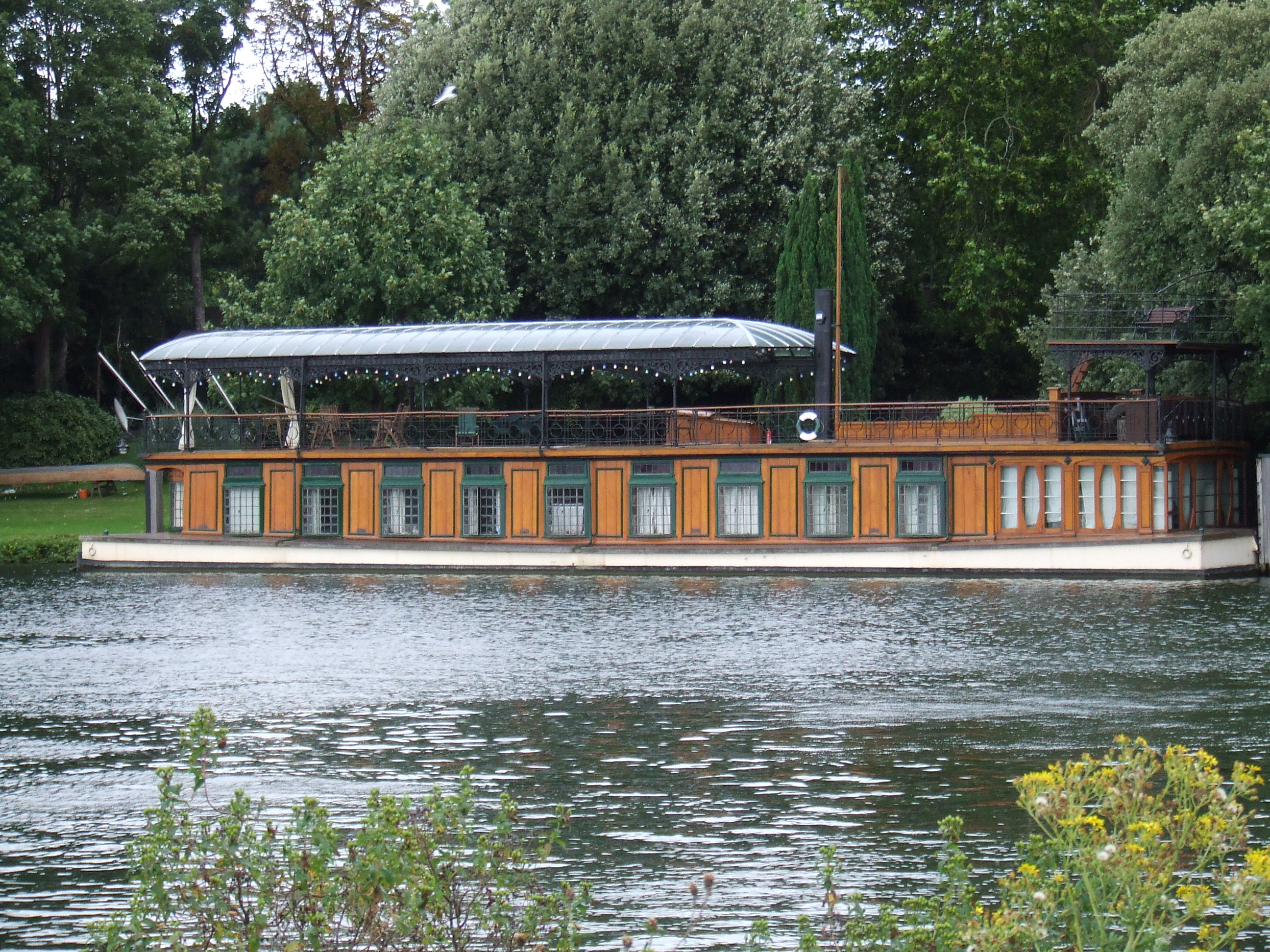
Estúdio de gravação de Gilmour, Astoria, onde ele fazia a maioria das músicas do álbum.

As improvisações gravadas pela banda ajudaram a estimular o processo criativo e após duas semanas, tinham cerca de 65 peças de música. Com o engenheiro Andy Jackson de volta e Bob Ezrin contratado como coprodutor, a produção foi transferida para o barco e estúdio de gravação de Gilmour, o Astoria. A banda ouviu tudo e votaram em cada faixa, peneiraram o material até chegarem a 27 músicas. Segundo Mason eles tinham material o suficiente para fazer um outro álbum, que foi chamado de The Big Spliff. Removendo algumas das peças e juntando outras, eventualmente ficaram com quinze canções, antes de cortar mais algumas e finalmente chegaram a onze canções. A seleção de músicas foi baseada em um sistema de pontuação em que cada um dos três membros deram uma nota de um a dez para cada música candidata, um sistema um pouco distorcido pela decisão de Wright de conceder dez pontos para suas canções e pouco as outras. Contratualmente, o tecladista não era membro oficial da banda, o que o incomodava; Wright depois disse: "Isso chegou muito perto de um ponto onde eu não ia fazer o álbum, porque não sentia que o que havíamos combinado era justo." Apesar de sua frustração, ele decidiu ficar e receber seu primeiro crédito como compositor em um álbum do Pink Floyd desde Wish You Were Here de 1975.
A esposa de Gilmour, Polly Samson, também recebeu créditos como compositora. Inicialmente, seu papel se limitou a apoiar e incentivar o seu marido, mas ela ajudou Gilmour a escrever "High Hopes", canção sobre a infância e adolescência de Gilmour em Cambridge. Mais tarde, seu papel foi se expandindo para outras seis canções, algo que não se coaduna com Ezrin. Em entrevista à revista Mojo, Gilmour admitiu que as colaborações de Samson, "irritou o produtor", embora depois Ezrin disse que sua presença foi uma inspiração para o guitarrista. Ela também ajudou Gilmour, que, após seu divórcio, tinha desenvolvido o hábito de usar cocaína.
Antes de iniciar o trabalho de gravação, entraram no estúdio o tecladista Jon Carin e o baterista Gary Wallis para completar a banda. Também cinco cantores foram contratados para o chorus, incluindo Sam Brown e a cantora que participou da turnê Momentary Lapse, Durga McBroom. Neste ponto, a banda mudou-se para o Olympia Studios e gravou a maioria das faixas "vencedoras" em uma semana. Depois de uma pausa no verão, eles voltaram ao Astoria para gravar mais faixas de apoio. Ezrin trabalhou os sons de bateria enquanto o compositor e maestro Michael Kamen fez os arranjos de cordas. O saxofonista Dick Parry tocou pela primeira vez em um álbum do Pink Floyd depois de quase 20 anos, participando da faixa "Wearing the Inside Out", enquanto Chris Thomas terminou a mixagem do disco. Entre setembro e dezembro foram feitas sessões de gravação e mixagem no Metropolis Studios em Chiswick e no The Creek Recording Studios, em Londres. Em setembro, a banda realizou um concerto beneficente em Cowdray House, Midhurst.

### Instrumentação
Com a ajuda do técnico de guitarra de Gilmour, Phil Taylor, Carin conseguiu encontrar uma loja com alguns dos teclados antigos da banda, incluindo um órgão Farfisa. Alguns dos sons destes instrumentos foram utilizados nas faixas "Take It Back" e "Marooned". Carin recebeu o apoio de Ezrin nos teclados, enquanto Durga McBroom foi responsável pelos vocais com Sam Brown, Carol, Jackie Sheridan e Rebecca Leigh-White.
Gilmour usou vários estilos diferentes no álbum. "What Do You Want From Me" tem influências do Chicago blues e "Poles Apart" tem vários tons folk. Nos solo de guitarra em "Marooned", Gilmour usou um pedal Digitech Whammy para elevar as notas em uma oitava. Em "Take It Back" usou um EBow (um dispositivo que simula o som de uma guitarra tocando com um arco), em uma Gibson J-200 através de um aparelho de efeitos.

## Embalagem
Para evitar a concorrência com outros lançamentos de álbuns (como tinha acontecido com A Momentary Lapse), o Pink Floyd fixou uma data limite que ia até abril de 1994, quando eles iriam começar uma nova turnê. Em janeiro daquele ano, porém, a banda ainda não tinha decidido qual seria o título do álbum. A lista de nomes cogitados incluía Pow Wow e Down to Earth. Em um jantar, o escritor Douglas Adams, estimulado pela promessa de pagamento de cinco mil libras para a sua instituição de caridade favorita, Environmental Investigation Agency, propôs The Division Bell (usado nas letras e "High Hopes"), que acabou sendo aceito.
Storm Thorgerson, colaborador de longa data da banda fez a arte para o novo álbum. Ele levantou duas enormes cabeças metálicas com uma medida de aproximadamente um ônibus panorâmico, em um campo perto de  Ely, uma pequena cidade em Cambridgeshire. As esculturas foram colocados juntas e fotografados de perfil para criar a ilusão de que não só estavam um na frente do outro ou falando, mas que também apresentasse ao espectador um terceiro rosto. As esculturas foram desenhadas por Keith Breeden e construídas por John Robertson. A construção que aparece entre elas é a catedral de Ely.
O álbum foi lançado no Reino Unido e EUA em CD, LP e cassete, cada um com seu próprio formato e etiquetas específicas. Para o lançamento do cassete, Aden Hynes produziu duas esculturas de sete metros e meio e fotografadas de uma maneira semelhante as duas cabeças de metal. A obra de arte dentro do encarte do CD gira em torno de um tema similar, com a imagem das duas cabeças formadas por vários outros objetos, tais como jornais ("A Great Day for Freedom"), vidro colorido ("Poles Apart") e luvas de boxe  ("Lost for Words"). Nas páginas dois e três tem um retrato do Observatório de Silla, no Chile. A caixa do CD tinha o nome de Pink Floyd impresso em braile no lado esquerdo frontal.

## Lançamento e Recepção
Apenas lixo ... um absurdo do começo ao fim.

Roger Waters, dando sua opinião sobre The Division Bell
Em 10 de janeiro de 1994 foi feita uma coletiva de imprensa para anunciar o lançamento do novo álbum na US Naval Air Station na Carolina do Norte, EUA.  Para o lançamento que a banda fez no Reino Unido em 21 de março foi usado um dirigivel A60, translúcido e pintado para parecer um peixe e levava os jornalistas em uma excursão em torno de Londres. Eles também usaram um dirigível que brilhava no escuro para voar na Europa do Norte.
O álbum foi lançado em 28 de março no Reino Unido pela EMI e em 4 de abril nos Estados Unidos pela Columbia Records, ficando imediatamente em primeiro nas paradas de ambos os países.
Foi certificado de ouro e prata no Reino Unido em 1 de abril de 1994, platina um mês depois e dupla platina em 1 de outubro. Nos Estados Unidos foi certificado de ouro, platina dupla em 6 de Junho de 1994 e platina tripla em 29 de janeiro de 1999.
| Críticas profissionais | Críticas profissionais |
| Avaliações da crítica  | Avaliações da crítica  |
| Fonte                  | Avaliação              |
| ---------------------- | ---------------------- |
| Allmusic               | [ 31 ]                 |
| Entertainment Weekly   | "D"                    |
| Rolling Stone          | [ 33 ]                 |
| Sputnikmusic           | [ 34 ]                 |

Apesar das fortes vendas, a recepção da crítica foi, em geral, pobre.  O crítico da Entertainment Weekly, Tom Sinclair, deu ao álbum uma nota "D", comentando que "a cobiça é a única explicação possível para este álbum simples e estúpido, marcado pela fusão de rock progressivo e um New age que adoece". Tom Graves da Rolling Stone criticou Gilmour, alegando que os seus solos de guitarra "Uma vez foram o centro da banda, de modo articulado, melódico e bem definido como qualquer um no rock, mas agora acomoda e atravessa os ramos, tornando-os tão esquecível quanto eram uma vez indelével". Em uma revisão mais recente, Graeme Thomson, da Uncut, têm feito criticas mais positivas ao álbum: "As três primeiras músicas é um retorno extremamente impressionante para algo muito próximo à essência eterna do Pink Floyd, e grande parte do resto mantém um poder silencioso e uma qualidade meditativa que trai um genuíno senso de unidade".
O álbum foi indicado para "melhor álbum de artista britânico" no Brit Awards 1995, mas perdeu para o álbum Parklife do Blur. Em março de 1995 a banda recebeu um Grammy para "Melhor Performance de Rock instrumental" para a música "Marooned"

## Turnê

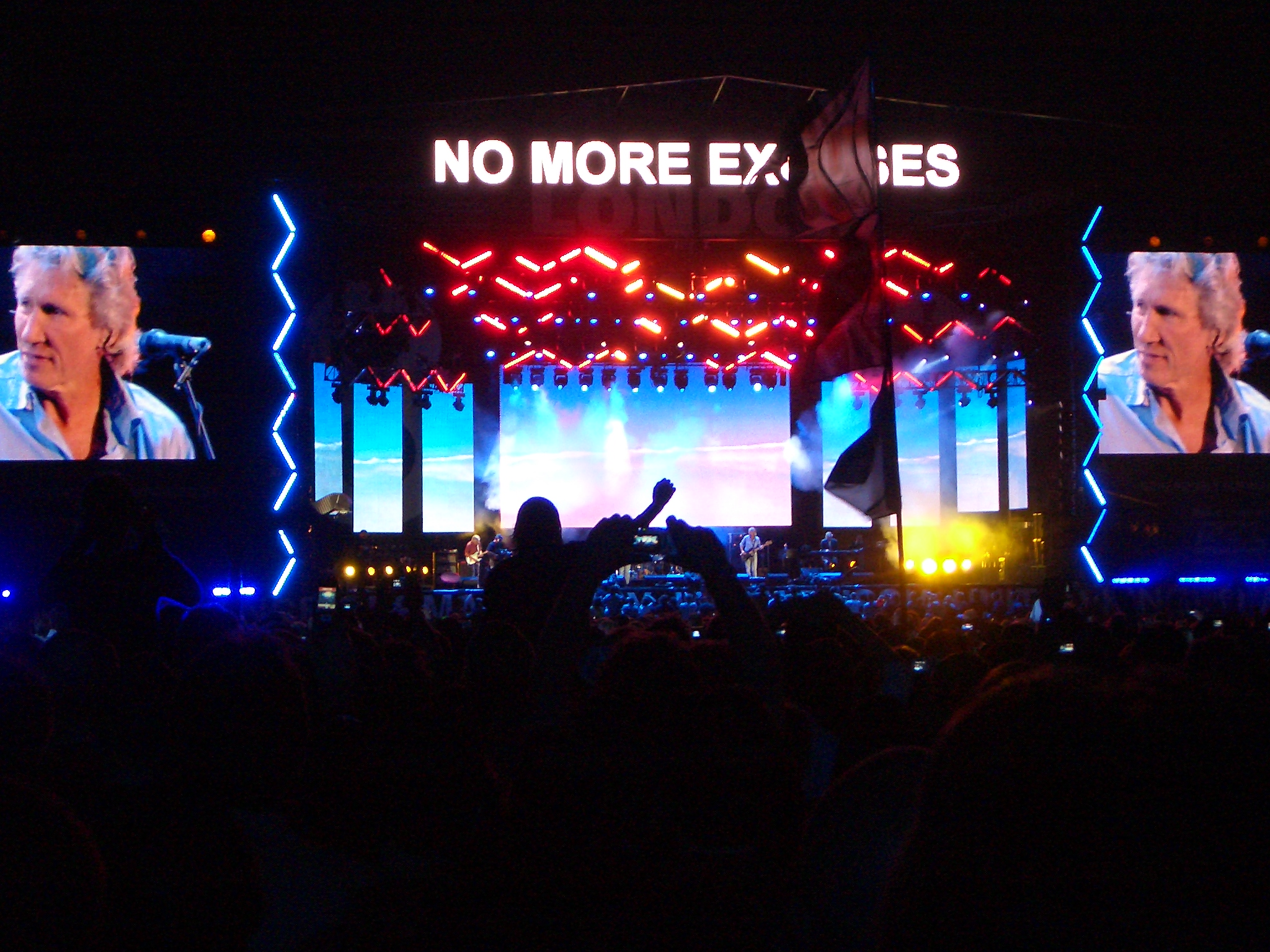
Pink Floyd at Live 8, London.

Dois dias após o lançamento do álbum, a The Division Bell Tour teve início no Sun Life Stadium, no subúrbio de Miami. A setlist começou com a canção "Astronomy Domine", de seu álbum de estreia, antes de passar para as faixas de A Momentary Lapse of Reason de 1987, e The Division Bell. Também foram incluídas músicas dos álbuns Wish You Were Here, Dark Side of the Moon e The Wall.
Participaram da turnê os músicos de apoio  Sam Brown, Jon Carin, Claudia Fontaine, Durga McBroom, Dick Parry, Guy Pratt, Tim Renwick e Gary Wallis. A turnê continuou pelos Estados Unidos entre abril e meados de junho, antes de chegar ao Canadá e depois retornar aos EUA em julho. Quando a turnê chegou à Europa no final de julho, Waters foi convidado a entrar na banda, o que foi rejeitado, além de mostrar sua insatisfação com o fato de algumas músicas da banda voltassem a serem tocadas em grandes shows. Na primeira noite da turnê pelo Reino Unido, em 12 de outubro, uma plataforma com 1200 pessoas caiu, mas mesmo sem graves feridos, o concerto foi adiado.
Durante a turnê, uma pessoa anônima chamada Publius postou uma mensagem em um grupo de notícias na internet, convidando os fãs a resolverem um enigma, supostamente escondido no novo álbum. A veracidade da mensagem foi demonstrada quando luzes brancas na frente do palco em uma performance em East Rutherford projetaram as palavras "Enigma Publius". Durante um concerto televisionado em Earls Court, em outubro de 1994, se projetou a palavra "enigma" no fundo do palco. Mason disse mais tarde que Publius Enigma existia e tinha sido instigado pela gravadora, e não pela banda. O enigma nunca foi solucionado.
A turnê terminou em 29 de outubro de 1994, no Earls Court Exhibition Centre sendo o último show da banda até o Live 8, em 2005. Estima-se que cerca de 5,3 milhões de ingressos foram vendidos, com uma renda bruta de cerca de US $ 100 milhões.  Um álbum ao vivo da turnê, chamado Pulse e vídeo de um concerto, com o mesmo nome (que foi filmado em 20 de Outubro de 1994) foram lançados em junho de 1995.

## Faixas
| N.º            | Título                     | Compositor(es)                       | Vocais         | Duração |  |
| 1.             | "Cluster One"              | Gilmour, Wright                      | Instrumental   | 5:58    |  |
| 2.             | "What Do You Want from Me" | Gilmour, Samson, Wright              | Gilmour        | 4:21    |  |
| 3.             | "Poles Apart"              | Gilmour, Samson, Laird-Clowes        | Gilmour        | 7:05    |  |
| 4.             | "Marooned"                 | Gilmour, Wright                      | Instrumental   | 5:29    |  |
| 5.             | "A Great Day for Freedom"  | Gilmour, Samson                      | Gilmour        | 4:16    |  |
| 6.             | "Wearing the Inside Out"   | Anthony Moore, Wright                | Wright         | 6:49    |  |
| 7.             | "Take It Back"             | Ezrin, Gilmour, Samson, Laird-Clowes | Gilmour        | 6:12    |  |
| 8.             | "Coming Back to Life"      | Gilmour                              | Gilmour        | 6:19    |  |
| 9.             | "Keep Talking"             | Gilmour, Samson, Wright              | Gilmour        | 6:11    |  |
| 10.            | "Lost for Words"           | Gilmour, Samson                      | Gilmour        | 5:14    |  |
| 11.            | "High Hopes"               | Gilmour, Samson                      | Gilmour        | 8:31    |  |
| Duração total: | Duração total:             | Duração total:                       | Duração total: | 66:32   |  |

## Créditos
| - David Gilmour - guitarras, voz, baixo, teclas, programação e produção - Nick Mason - bateria e percussão - Richard Wright – teclas e voz - Jon Carin – teclas adicionais - Guy Pratt - baixo - Gary Wallis - percussão - Tim Renwick - guitarras - Dick Parry – saxofone tenor - Bob Ezrin – teclas e percussão - Sam Brown – backing vocals - Durga McBroom – backing vocals - Carol Kenyon – backing vocals - Jackie Sheridan – backing vocals - Rebecca Leigh-White – backing vocals - Professor Stephen Hawking – voz digital em "Keep Talking" | - Bob Ezrin – produtor - Andrew Jackson - engenharia de áudio - Michael Kamen – arranjo orquestral - Edward Shearmur - orquestrações - Steve McLoughlin – gravação de orquestra - Chris Thomas - mixagem - Tony May, Rupert Truman, Stephen Piotrowski – fotografia - Peter Curzon, Ian Wright - arte gráfica |

## Desempenho nas paradas e certificações
| País           | Parada                   | Melhor posição |
| -------------- | ------------------------ | -------------- |
| Alemanha       | Media Control Charts     | 1              |
| Austrália      | ARIA Charts              | 1              |
| Estados Unidos | Billboard 200            | 1              |
| França         | SNEP                     | 1              |
| Noruega        | VG-lista                 | 1              |
| Nova Zelândia  | New Zealand Albums Chart | 1              |
| Países Baixos  | MegaCharts               | 1              |
| Suíça          | Schweizer Hitparade      | 1              |
| Reino Unido    | UK Albums Chart          | 1              |

| País           | Certificadora | Certificações | Vendas    |
| -------------- | ------------- | ------------- | --------- |
| Alemanha       | BVMI          | Platina       | 500.000   |
| Áustria        | IFPI-A        | Platina       | 20.000    |
| Brasil         | ABPD          | Platina       | 250.000   |
| Canadá         | Music Canada  | 4× Platina    | 400.000   |
| Estados Unidos | RIAA          | 3× Platina    | 3.000.000 |
| França         | SNEP          | 2× Platina    | 600.000   |
| Reino Unido    | BPI           | 2× Platina    | 600.000   |